# Chlamydomonas pulsatilla
Chlamydomonas pulsatilla là một loài tảo trong họ Chlamydomonadaceae, thuộc chi Chlamydomonas.